# 博洛尼亚科学院
博洛尼亚科学院（義大利語：Accademia delle Scienze dell'Istituto di Bologna）是意大利博洛尼亚的一所学术机构，建立于1690年，在启蒙时代获得了空前的发展，目前是博洛尼亚大学的一部分。